# 祁家堡駅
祁家堡駅（きかほうえき）は中華人民共和国遼寧省本渓市本渓満族自治県にある、中国鉄路総公司（CR）瀋丹線の駅。1911年に開業。瀋陽駅から138km、丹東駅から139kmの位置にある。瀋陽鉄道局所属の四等駅に設定されている。

## 駅周辺
- G304国道
- 吉祥大酒店
- 祁家堡小学
- 祁家堡郵政支局
- 朝北精細鋳造有限公司

## 隣の駅
中国国鉄
瀋丹線
連山関駅 - 祁家堡駅 - 草河口駅